# گلندوک
گَلَندوئَک یا گَلَندُوَک (Galandūak, Galandowak) یا همان گلهم دورودک (Galhamdorūdak) نام یکی از محله‌های شهر لواسان واقع در بخش لواسانات تهران است که در سمت غربی رود کُند (رودخانه لوارک) مقابل محله نجارکلا که در شرق رودخانه کُند قرار دارد؛ واقع گردیده است.
گاهی اشتباهاً نام گلندوئک را بر کل شهر لواسان یا حتی لواسان کوچک اطلاق می‌کنند که مطلقاً وجهی ندارد. گلندوئک تا قبل از تأسیس شهرداری لواسان در سال ۱۳۴۹ یک روستا بوده که همراه با سایر روستاها در شهر لواسان ادغام شده‌است.
اطلاق نام محله گلندوک بر کل شهر لواسان که تنها یکی از هجده محله اصلی شهر لواسان است یک غلط مصطلح است که در برخی موارد دیده می‌شود و این در حالی است که برخی محله‌های شهر لواسان مثل نجارکلا از وسعت بیشتری برخوردار بوده و همچنین سابقه مرکزیت لواسانات را در تاریخچه خود دارد. تنها علت این اشتباه آنست که شهرداری لواسان در بدو تأسیس در محله گلندوک احداث گردیده است.
عزت‌الله سحابی در گورستان بهشت فاطمه گلندوک لواسان مدفون گردیده است.

## زبان
دانشنامه ایرانیکا درباب زبان مردم بومی لواسان آورده است : مردم لواسان زبان بومی آمیخته ای از زبان فارسی و زبان‌های حاشیه دریای خزر دارند که نزدیک به زبان مازندرانی در روستاهای جنوب شرق لواسان چون وسکاره و ایرا می باشد 

## ریشه و معنای نام (وجه تسمیه)
نام این محله به صورت‌های گلهندوک، گل هند رودک و گل هم دو رودک نیز دیده شده‌است و اصل آن همان گل هم دو رودک می‌باشد که در اثر کثرت استعمال به مرور به گلندوئک تبدیل شده‌است. گلهم دورودک  به معنای محل تلاقی دو رودخانه است که منظور از دو رودخانه مزبور یکی رود جاجرود و دیگری رود کُند است که در جنوب محله گلندوئک به هم می‌پیوندند؛ هر چند امروزه محل تلاقی دو رود مذکور جزو سد لتیان بشمار می‌رود اما در فصولی از سال که آب سد تقلیل می‌یابد مجدداً به صورت محل تلاقی دو رود نمود پیدا می‌کند. گَلهم شدن  رایج در لواسانات به معنای گلآویز همدیگر شدن، بهم پیوستن و درگیر شدن است.

## جاذبه‌های توریستی
خانه نظام‌السلطان و درخت چنارک مربوط به دوره قاجار  در این محله قرار دارد.